# Человек-крот
Человек-крот (англ. Mole Man), настоящее имя — Харви Элдер (англ. Harvey Elder) — суперзлодей комиксов издательства Marvel Comics. Является одним из классических врагов Фантастической четвёрки.

## История публикаций
Человек-крот был создан сценаристом Стэном Ли и художником Джеком Кирби и впервые появился в Fantastic Four (Ноябрь, 1961), выступая в качестве первого противника Фантастической четвёрки.

## Вымышленная биография
Когда-то Харви Элдер был простым человеком в должности инженера-ядерщика, однако общество изгнало его, когда он начал утверждать, что существует некое подземное королевство. Помимо этого он был изгоем из-за его внешности. Устав терпеть насмешки окружающих, Элдер отправился на поиски легендарного подземного королевства. Найдя выход в него на Острове Монстров в районе Бермудского треугольника, он обнаружил там невероятные технологии, оставленные расой Девиантов. С их помощью Элдер поработил местный народ, молоидов. Помимо этого, он ослеп, узрев множество бриллиантов. Из-за этого он стал носить очки, чтобы свести на нет чувствительность к яркому свету. Элдер взял себе имя Человек-крот и объявил себя врагом человечества, которое не приняло его.
Впоследствии Человек-крот предпринял несколько попыток уничтожить надземный мир. Во время одной из таких попыток он приказал своим монстрам уничтожить все растения на Земле. Его планы погрузить планету в вечную тьму были сорваны командой супергероев именуемой Фантастической четвёркой. Человек-крот заключил союз с группой, называющей себя Изгоями, а также с Калой, королевой мёртвых, в которую он влюбился, но позже был ею же предан. Человек-крот одно время выступал в качестве противника Мстителей и состоял в вечной конфронтации с Тираном.
Позже Человек-крот решил прекратить свою преступную деятельность и организовал союз с Адамом Уорлоком и Дозором Бесконечности. В обмен на их защиту, он позволил им использовать Остров Монстров в качестве штаб-квартиры. Однако его исправление продолжалось недолго и он предпринял ещё одно нападение на поверхность, чтобы найти пищу и воду для его молоидов. Он столкнулся с Могучими Мстителями и был побеждён женской формой Альтрона.
Во время Мировой войны Халка Человек-крот получил контроль над некоторыми существами с планеты Сакаар, которые он использовал для нападения на Нью-Йорк. Тиран пытался перехватить его контроль над ними. Тем не менее, они оба сбежали, оказавшись свидетелями ярости Скаара. Через некоторое время Человек-крот временно объединился с Фантастической четвёркой, чтобы исследовать город, управляемый Высшим Эволюционером в Субтеррании и предотвратить его подъём на поверхность мира.
Когда Мэтт Мёрдок вернулся в Нью-Йорк и вновь принял имя Сорвиголовы, он узнал от своего друга Фогги Нельсона, что кто-то украл гроб с телом его отца и переправил его по подземным туннелям. Он проследовал за молоидами, которые похитили несколько гробов, и столкнулся лицом к лицу с Человеком-кротом, который в итоге потерпел поражение.
Человек-крот был выбран в качестве одного из носителей колец умершего Мандарина, которые жаждали отомстить Железному человеку. Он оказался единственным из Мандаринов, кому удалось сбежать. Некоторое время спустя, Человек-крот и его субтерранийцы состояли в гражданской войне с субтерранийцами, находящимися под контролем его сына, Монстра-крота.

## Силы и способности
Несмотря на то, что Человек-крот не обладает никакими сверхчеловеческими способностями, его органы чувств обострены до предела и помогают ему компенсировать утрату зрения (он не слеп, но яркий свет причиняет его глазам невыносимую боль). Человек-крот контролирует собственную армию подземных существ, беспрекословно следующих его приказам. Помимо этого, у него высокий уровень интеллекта. С его помощью он быстро освоил технологию расы Девиантов. Недолгое время он был носителем кольца Мандарина.

## Альтернативные версии

### Изгнанники
На земле, на которой раннее доминировали скруллы, Человек-крот использует имя Харви. Когда Галактус прибывает на планету, чтобы поглотить её, Харви и его приспешники подрывают место посадки Пожирателя миров.

### Возрождение героев
Космический полёт, в ходе которого Фантастическая четвёрка получила свои суперспосбоности, заканчивается аварийной посадкой на остров, заселённый монстрами Человека-крота. Данное воплощение Человека-крота гораздо выше своего аналога с Земли-616, обладает более развитой мускулатурой и прочностью. Позднее присутствуют намёки на связь земли Человека-крота с Аттиланом Нелюдей.

### Мутант Икс
В реальности Мутант Икс, когда Королева гоблинов осадила Нью-Йорк, Харви, вместе со своей любовницей Каллисто обеспечил безопасный маршрут для эвакуации десятков тысяч обычных людей и мутантов из города. Когда Бен Гримм был выброшен из здания Ридом Ричардсом, его избыточная масса привела его к туннелям Морлоков, где он помог организовать эвакуацию и начал планировать восстание.

### День М
Во вселенной День М, созданной обезумевшей Алой ведьмой, Человек-крот под именем Король-крот появляется в Fantastic Four: House of M как враг Грозной четвёрки, в состав которой вошли Доктор Дум, Нечеловек-факел, Непобедимая девочка и Оно. Король-крот погиб в бою с ними.

### Marvel Зомби
В реальности Marvel Zombies Человек-крот подвергся воздействую вируса, пришедшего из другого мира. Зомби-Человек-крот появился в приквеле серии, Marvel Zombies: Dead Days, где атаковал Нову вместе с Ужасающей четвёркой.
Позже во время пришествия Галактуса на Землю, он, наряду с другими зомби-злодеями пытается атаковать пожирателя миров. После того, как Галактус потерпел поражение, Человек-крот спорил с Полковником Америкой по поводу того, кому достанется тело Пожирателя миров. Впоследствии он был уничтожен обретённой космической силой Полковника.

### Ultimate Marvel
Во вселенной Ultimate Marvel Человек-крот был одним из ведущих учёных здания Бакстера. Здесь его настоящее имя Артур Молкевич. Прозвище Человек-крот ему дали студенты. Молкевич был уволен за проведение экспериментов создания искусственных существ. Впоследствии он стал первым врагом, с которым столкнулась Фантастическая четвёрка, в которую вошли его бывшие студенты Рид Ричардс и Сьюзан Шторм, а также Джонни Шторм и Бен Гримм. Некоторое время спустя он похитил других студентов здания Бакстера, но вновь потерпел поражение от Фантастической четвёрки. Во время событий Ультиматума Молкевич помог Бену Гримму спасти жизнь Сью Шторм, которую он считал своей любимой ученицей.

## Появления вне комиксов

### Телевидение
- Человек-крот появился в сегменте Железного человека в рамках мультсериала «Супергерои Marvel», озвученный Полом Клигманом.
- Джек ДеЛеон озвучил Человека-крота в мультсериале «Фантастическая четвёрка» 1967 года.
- В мультсериале «Человек-паук» 1967 года Человек-паук столкнулся с Мугсом Рейли, называющим себя Человеком-кротом и управляющим армией подземных монстров.
- Человек-крот появляется в одном из эпизодов под названием "Человек-крот" мультсериала «Фантастическая четвёрка» 1978 года, где его озвучил Тед Кэссиди.
- Грегг Бергер озвучил Человека-крота в мультсериале «Фантастическая четвёрка» 1994 года, в эпизоде "Человек-крот".
- В мультсериале «Фантастическая четвёрка: Величайшие герои мира» 2006 года Человека-крота озвучил Пол Добсон.
- Человек-крот появляется в мультсериале «Отряд супергероев».
- В мультсериале «Халк и агенты У.Д.А.Р.» Человека-крота озвучил Дэвид Гарвард Лоуренс[20].

### Кино
- Йен Триггер должен был сыграть Человек-крота в официально невышедшем фильме «Фантастическая четвёрка», но имя его персонажа изменили на Ювелира, так как исполнительный продюсер, Бернд Айхингер, не имел прав на этого персонажа. Он влюбляется в слепую художницу Алисию Мастерс. Чтобы завоевать её расположение, он похищает огромный алмаз, а вместо него кладёт поддельный. Из-за этого Рид Ричардс, Сью Шторм, Джонни Шторм и Бен Гримм подвергаются воздействию космического излучения и получают суперспособности, образовав команду Фантастическая четвёрка. Впоследствии Ювелир борется с Доктором Думом за алмаз.
- Тим Блейк Нельсон исполнил роль Харви Аллена в фильме «Фантастическая четвёрка» (2015)[21]. Первоначально он должен был сыграть Харви Элдера, однако фамилия персонажа была изменена на Аллен[22]. В этой версии, он финансирует создание машины по перемещению в пространстве, над которым работают Рид Ричардс, Сьюзан Шторм, Виктор фон Дум и Джонни Шторм. Тем не менее, он не позволяет им самим участвовать в пробах. Подростки ослушиваются запрета и проникают на Планету 0, где получают суперспособности. Аллен был убит Доктором Думом, после его возвращения.
- Человек-крот в исполнении Пола Уолтера Хаузера появляется в фильме «Фантастическая четвёрка: Первые шаги» (2025), события которого разворачиваются в рамках медиафраншизы Кинематографическая вселенная Marvel[23].

### Видеоигры
- Барри Деннен озвучил Человека-крота в игре «Фантастическая четвёрка» 2005 года по мотивам одноимённого фильма. Здесь он посылает своих монстров в сражение против Фантастической четвёрки. После того, как его Монстроид был уничтожен, он сбегает, поклявшись отомстить супергероям.
- Человек-крот появляется в игре «Отряд супергероев Marvel».
- Он появляется в качестве антагониста игры «Отряд супергероев Marvel Online».
- Человек-крот является одним из боссов игры «Marvel Heroes», озвученный Роджером Роузом.
- Является персонажем в игре Marvel: Contest of Champions (2014).